# ジャスミン・シンクレア
ジャスミン・シンクレア（Jasmine Sinclair、1982年10月2日 – ）は、イギリスのアダルトモデル、ボンデージ・モデル。

## 来歴
イングランド東ヨークシャーのハルで生まれる。友人がザ・サン紙に彼女の写真を送り、翌日にはロンドンに撮影に来るよう言われた。これをきっかけに仕事を辞め、モデルの仕事を始める。イングランドのケントに拠点を置いている。
ザ・サン、ニュース・オブ・ザ・ワールド、デイリースポーツなどのタブロイド紙、PLAYBOY（UK）、Toni & Guy Magazine、Loaded、Nuts Magazine、Zoo Magazine、Maxpowerなどの多数の雑誌に登場している。

## 栄誉
2003年、ボンデージの分野における年間最優秀の演者、アーティスト、カメラマン、調教師、作家、モデルに与えられるSIGNY awardの最優秀ボンデージ・モデルを受賞。
2006年、イギリス版PLAYBOYのサイバー・ガール（オンライン・プレイメイト）に選出された。